# 秋山莉奈&芳賀優里亜のJヴァカンス
『秋山莉奈&芳賀優里亜のJヴァカンス』は、秋山莉奈と芳賀優里亜による旅行番組。

## 概要
秋山莉奈と芳賀優里亜の看板番組となる旅行番組。『秋山莉奈の素敵にトラベり〜な!』の流れを組む作品。

### サブタイトル
サブタイトルには全て「莉奈と優里亜の」が前置される
| 放送日(TVK)  | 回数         | サブタイトル                   | ヴァカンススポット |
| ------------ | ------------ | ------------------------------ | --- |
| 2011年4月6日 | 1            | シークラフト＆田舎暮らし体験   | 伊豆下田 増田健太郎（ビーチコーミング）株式会社タクト （シークラフト作り）・下田大和館（温泉 炭火懐石）・森の手作り屋さん かたつむり（薪割り ピザ作り） |
| 4月27日      | 2            | 新ガラスアート＆紙作り         | 河口湖体験工房 クラフトパーク・秀峰閣 湖月・西湖 いやしの里 根場・こんにゃく懐石 一粒                                                                   |
| 5月4日       | 3            | 変わったお蕎麦＆富士五湖グルメ | あめや（調布市深大寺のそばサンド、そばパン）・深大寺そば 多聞（蕎麦雑炊）・山梨県河口湖 本陣つかさ（かっぱめし）・松風（鹿カレー）                      |
| 5月11日      | 4            | 合羽橋＆門前仲町巡り           | 生田流 牡丹会 http://www.botankai.com （琴教室）・深川宿 富岡八幡店・イワサキビーアイ（食品サンプル）・どぜう飯田屋                                     |
| 5月18日      | 5            | 有馬温泉巡り                   | 竹取亭 円山・綱敷天満宮（なすのこしかけ）・長田タンク筋（そばめし）・陶泉 御所坊（山家料理）                                                            |
| 5月25日      | 6            | もんじやきとゴルフ             | 焼きまんじゅう忠治茶屋本舗・島田もんじやき・伊豆アニマルキングダム・静岡伊豆稲取温泉 浜の湯                                                             |
| 6月1日       | 7            | パントマイムと和太鼓○○！？     | 亀井堂（神楽坂名物クリームパン）・ジャパンエンターテイメントカレッジ（パントマイム）・TAIKO-LAB（TAIKOビクス）・BETTER DAYS（パニーノ）                 |
| 6月8日       | 8            | 書道とプリザーブドフラワー作り | 西洋菓子おだふじ（シュークリーム）・春琴SHODO教室・Serendipity Flower（プリザーブドフラワー）・つけ麺岡崎（音痴貴族）                                   |
| 6月22日      | 9            | 着付け＆日本舞踊体験           | きもの着付教室 鈴乃屋きもの学院 上野本校・東京牛丼 牛の力・日本舞踊 宗家若柳流 若柳絵莉香・鳥茶屋 本店（鳥すき丼御前）                                  |
| 7月6日       | 10           | 護身術とフラダンス             | 戴氏心意拳 中国伝統武術 拳友会 http://bagua.zhangyou.net ・アロハスタジオ・ハナ・ロングボードカフェ                                                     |
| 7月13日      | 11           | コーヒーと吹きガラス           | 東京都三鷹市 Toho BAKERY・武蔵野市 andante（自家焙煎珈琲）・調布市 カフェ＆ベーカリー ふぁんふぁーれ（妖怪焼き）・調布グラススタジオ（ガラス工芸体験）  |
| 7月27日      | 12           | 溶接アートと肉まん作り体験     | 鎌倉コロッケ 鳥小屋・Fe★NEEDS（溶接体験 アイアン雑貨作り）・横浜中華街 揚州茶樓（肉まん作り体験）                                                       |
| 8月10日      | 13（最終回） | アイスクリーム&ハーブ          | 栃木県那須高原 南ヶ丘牧場・ハーブ ハニーガーデン（石鹸作り）                                                                                            |

## 放送局
- 青森放送
- 群馬テレビ
- 西日本放送
- テレビ神奈川
- テレビ金沢
- サンテレビ
- 福島放送
- 南海放送
- EXライブ

## 関連番組
- 秋山莉奈の素敵にトラベり〜な!